# Le grandi storie della fantascienza 6
Le grandi storie della fantascienza 6 (titolo originale Isaac Asimov Presents the Great SF Stories 6 (1944)) è un'antologia di racconti di fantascienza raccolti e commentati da Isaac Asimov e Martin H. Greenberg. Fa parte della serie Le grandi storie della fantascienza e comprende racconti pubblicati nel 1944.
È stata pubblicata nel 1981 e tradotta in italiano l'anno successivo.

## Racconti
- Laggiù, lontano, al Centauro (Far Centaurus), di A. E. van Vogt
- Termine ultimo (Deadline), di Cleve Cartmill
- Il velo di Astellar (The Veil of Astellar), di Leigh Brackett
- Sanità mentale (Sanity), di Fritz Leiber
- Invarianza (John Sze's Future), di J. J. Coupling
- City (City), di Clifford D. Simak
- Arena (Arena), di Fredric Brown
- La tana (Huddling Place), di Clifford D. Simak
- Gentilezza (Kindness), di Lester del Rey
- Diserzione (Desertion) di Clifford D. Simak
- Quando il ramoscello si spezza (When the Bough Breaks), di C. L. Moore
- Killdozer! (Killdozer!), di Theodore Sturgeon
- E mai più nacque una donna... (No Woman Born), di C. L. Moore

## Edizioni
- (EN) Isaac Asimov Presents The Great SF Stories 6 (1944), DAW Books, 1981.
- Le grandi storie della fantascienza 6 (1944), traduzione di Giampaolo Cossato e Sandro Sandrelli, SIAD Edizioni, 1982.
- Le grandi storie della fantascienza 6, traduzione di Giampaolo Cossato e Sandro Sandrelli, Bompiani, 1991, ISBN 88-452-4228-5.
- Le grandi storie della fantascienza 6, traduzione di Giampaolo Cossato e Sandro Sandrelli, RCS Periodici, 2006.